# 8 novembre
L'8 novembre è il 312º giorno del calendario gregoriano (il 313º negli anni bisestili). Mancano 53 giorni alla fine dell'anno.

## Eventi
- 63 a.C. – Cicerone pronuncia l'In Catilinam oratio I, sventando la congiura di Catilina
- 397 – Martino di Tours muore a Candes-Saint-Martin, nella Francia centrale
- 1347 – Stipula della Pace di Catania tra Giovanni d'Aragona (tutore del re Ludovico di Sicilia) e Giovanna I di Napoli
- 1519 – Hernán Cortés entra a Tenochtitlán e il re Azteco Montezuma lo accoglie con grandi cerimonie, come si addice al ritorno di una divinità
- 1520 – Inizia il bagno di sangue di Stoccolma: un'invasione della Svezia da parte di truppe danesi risulta nell'esecuzione di circa 100 persone
- 1576 – Guerra degli ottant'anni: pacificazione di Gand – Gli Stati generali dei Paesi Bassi si incontrano e si riuniscono per opporsi all'occupazione spagnola
- 1602 – Apre al pubblico la Biblioteca Bodleiana
- 1620 – Vicino a Praga si combatte la battaglia della Montagna Bianca durante la guerra dei trent'anni
- 1793 – A Parigi, il governo rivoluzionario francese apre il Louvre al pubblico come museo
- 1811 – Il comune di Sacconago è unito una prima volta al comune di Busto Arsizio
- 1837 – Fondazione del Seminario di Mount Holyoke, il primo college statunitense per donne
- 1861 – Guerra di secessione americana: il Caso Trent – La USS San Jacinto ferma la nave postale britannica Trent e arresta due inviati confederati, innescando una crisi diplomatica tra Stati Uniti e Regno Unito
- 1864 – Abraham Lincoln viene rieletto presidente degli Stati Uniti d'America con una schiacciante vittoria su George McClellan
- 1874 – Italia: si svolgono le elezioni politiche generali per la XII° legislatura
- 1888 – Viene ritrovato il corpo dell'ultima vittima attribuita a Jack lo squartatore: Mary Jane Kelly, mutilata e uccisa orribilmente
- 1889 – Il Montana viene ammesso come 41º Stato degli USA
- 1892 – Grover Cleveland viene eletto presidente degli Stati Uniti d'America, sconfiggendo Benjamin Harrison e James B. Weaver e ottenendo il secondo mandato (non consecutivo)
- 1895 – Durante alcuni esperimenti sull'elettricità Wilhelm Conrad Röntgen scopre i raggi x
- 1917 – Convegno di Peschiera: riunione dei comandi militari alleati dopo la disfatta di Caporetto
- 1923 – Putsch di Monaco: Adolf Hitler guida il partito nazista in un tentativo fallito di rovesciare il governo tedesco
- 1926 – Fascismo, viene arrestato Antonio Gramsci: durante la prigionia scriverà i suoi Quaderni del carcere; verrà rilasciato in fin di vita nel 1935
- 1932 – Franklin D. Roosevelt sconfigge nettamente Herbert Hoover nelle elezioni presidenziali statunitensi
- 1933 – Grande depressione: New Deal – il presidente statunitense Franklin D. Roosevelt presenta la Civil Works Administration, un'organizzazione studiata per creare posti di lavoro per più di quattro milioni di disoccupati
- 1934 – L'Accademia di Svezia assegna il Premio Nobel per la letteratura a Luigi Pirandello
- 1935 – Fernand Bouisson diventa primo ministro di Francia
- 1939
  - Incidente di Venlo: due agenti britannici del SIS vengono catturati dai tedeschi
  - A Monaco di Baviera, Adolf Hitler sfugge di poco ad un tentativo di assassinio mentre celebra il sedicesimo anniversario del Putsch di Monaco
- 1942 – Seconda guerra mondiale: Operazione Torch – truppe statunitensi e britanniche sbarcano nel Nordafrica francese
- 1949 - In India viene condannato a morte Nathuram Godse, l'assassino del Mahatma Gandhi
- 1950 – Guerra di Corea: il tenente dell'aviazione statunitense Russell J. Brown abbatte due MiG-15 nordcoreani nella prima battaglia tra aerei a reazione della storia
- 1960 – John F. Kennedy viene eletto sconfiggendo Richard Nixon, diventando così a 43 anni il più giovane presidente degli Stati Uniti
- 1965 – Viene creato il Territorio britannico dell'Oceano Indiano, composto da: Arcipelago Chagos, Aldabra, Farquhar e Isole Des Roches
- 1966 – L'ex Procuratore generale del Massachusetts, Edward Brooke diventa il primo afro-americano ad essere eletto al Senato degli Stati Uniti
- 1973 – Esce nelle sale cinematografiche statunitensi il film Robin Hood, 21º Classico Disney; è il primo film Disney interamente realizzato dopo la morte di Walt Disney
- 1977 - L'archeologo greco Manolis Andronikos, durante degli scavi archeologici presso Verghina scopre la tomba di Filippo II di Macedonia
- 1987
  - A Enniskillen (Irlanda del Nord), una bomba dell'IRA esplode durante una cerimonia in ricordo dei caduti di guerra britannici, uccidendo undici persone; l'evento viene ricordato con pathos dal gruppo musicale U2, in concerto la sera stessa, prima di eseguire la canzone Sunday Bloody Sunday
  - Italia: si aprono le urne per il referendum che vieterà la produzione di energia nucleare in Italia
- 1988 – Nelle elezioni presidenziali statunitensi George H. W. Bush viene eletto battendo Michael Dukakis
- 1994 – Per la prima volta in 40 anni il Partito Repubblicano ottiene la maggioranza sia alla Camera dei rappresentanti che al Senato, a seguito delle elezioni di metà mandato
- 1997 - Viene reso pubblico il famoso bug F00F_bug nei processori Intel Pentium P5 che causava il blocco irreversibile del sistema
- 2002 – Nazioni Unite – Il Consiglio di sicurezza delle Nazioni Unite emana la Risoluzione ONU 1441 riguardante il disarmo dell'Iraq, che costringe Saddam Hussein a disarmarsi o ad affrontare «gravi conseguenze»
- 2016 – Elezioni presidenziali negli Stati Uniti d'America: vince il candidato repubblicano Donald Trump contro quello democratico Hillary Clinton

## Nati
Ci sono circa 1 070 voci su persone nate l'8 novembre; vedi la pagina Nati l'8 novembre per un elenco descrittivo o la categoria Nati l'8 novembre per un indice alfabetico.

## Morti
Ci sono circa 520 voci su persone morte l'8 novembre; vedi la pagina Morti l'8 novembre per un elenco descrittivo o la categoria Morti l'8 novembre per un indice alfabetico.

## Feste e ricorrenze

### Civili
- Giornata mondiale dell'urbanistica
- Giornata mondiale della radiologia

### Religiose
Cristianesimo:
- Sant'Adeodato I, papa
- San Chiaro di Tours, discepolo di san Martino di Tours
- San Goffredo di Amiens, vescovo
- Santi Giuseppe Nguyen Dinh Nghi, Paolo Nguyen Ngan e compagni, martiri
- Santi Quattro Coronati, martiri
- San Severo di Cagliari, vescovo e martire
- San Tisilio
- Sant'Ugo di Glazinis (o di Marsiglia), benedettino
- San Villeado di Brema, vescovo
- Beato Antolín Pablos Villanueva, sacerdote benedettino, martire
- Beato Giovanni Duns Scoto, sacerdote francescano
- Beati Giovanni Jover e Pietro Escribà, martiri mercedari
- Beato Isaia Boner da Cracovia
- Beata Maria Crocifissa Satellico, clarissa

Religione romana antica e moderna:
- Dies religiosus[senza fonte]
- Apertura del Mundus Cereris (Mundus patet)
- Natale di Nerva